# Commendation Medal
La Commendation Medal est une décoration militaire des États-Unis, décernée pour actes d'héroïsme ou pour services méritoires rendus.

## Historique
Décernée pour des actions valeureuses exécutées au contact direct de l'ennemi, mais d'une importance moindre que justifiant l'attribution de la Bronze Star, la Commendation Medal récompense des militaires américains. L'agrafe "Valor" (V) peut être apposée au ruban. Chacune des cinq branches des forces armées américaines dispose de sa version de la Commendation Medal.
Cette décoration était à l'origine un ruban seul, attribué pour la première fois dans l'U.S. Navy et dans le Corps des Marines, en 1943. Un ruban pour l'U.S. Army fut créé en 1945. L'institution de la médaille pendante date de 1949.
Si la décoration est décernée plusieurs fois à la même personne, on ajoutera une agrafe représentant une feuille de chêne dans l'U.S. Army, tandis que dans la U.S. Navy et dans les Garde-Côtes, on ajoute une étoile d'or ou d'argent.
Dans l’U.S. Air Force, la Commendation Medal fut instituée en 1958, également avec les feuilles de chêne, agrafes apposées sur le ruban de la médaille pour marquer qu’elle a été décernée à plusieurs reprises au porteur.
En 1996, l’agrafe « V » fut autorisée dans l’U.S. Air Force.
Les membres du Corps des Marines recevaient jusqu’en 1994 la même décoration que pour la Navy, mais le secrétaire à la Marine des États-Unis de l’époque, John H. Dalton, décida de changer l’intitulé de la distinction de « Navy Commendation Medal » à « Navy and Marine Corps Commendation Medal ».
La dernière version de la Commendation Medal est celle des services communs (Joint Service), créée en 1963. Cette distinction fut créée pour récompenser les officiers ayant sous leur commandement des troupes issues de plusieurs branches des Forces armées des États-Unis.

## Législation
Tout faux en écriture, toute demande indue de la décoration, tout achat illégal, ou vente illégale, tout commerce, fabrication, envoi, publicité import ou export non autorisé d’une décoration militaire américaine est un crime fédéral passible de six mois de prison et d’une amende de 5 000 $.